# Kolik (Pferdekrankheit)
Als Kolik bei Pferden bezeichnet man Schmerzen im Bereich des Abdomens. Die Kolik selbst ist dabei keine Krankheit, sondern nur ein Krankheitssymptom, dessen Auftreten viele verschiedene Ursachen haben kann. Das am häufigsten betroffene Organsystem ist der Magen-Darm-Trakt, aber auch Erkrankungen des Harn- und Geschlechtsapparates (z. B. Uterus- oder Hodentorsion), sowie Bauchfellentzündungen (Peritonitis) können Koliken auslösen.

## Symptome
Das Pferd ist unruhig, scharrt, flehmt und wendet den Kopf nach hinten oder schlägt sich unter den Bauch. Es legt sich immer wieder hin, versucht eventuell sich zu wälzen. Bei stärkeren Schmerzen ist die Unruhe verstärkt, das Pferd bleibt teilweise einige Zeit auf dem Rücken liegen. Die Augen sind aufgerissen, der Atem stoßweise. Es kann zu Schweißausbrüchen kommen, die Mundschleimhaut ist manchmal trocken. Wenn es zu einem Kreislaufversagen kommt, dann bricht kalter Schweiß aus und die Hautoberfläche wird kühl. Generell verweigern Pferde mit Kolik die Aufnahme von Futter und Wasser. Häufig ist das Pferd aufgezogen, das heißt die Muskulatur um den Bauchraum verkrampft und zieht sich nach oben.
Zu beachten ist, dass nicht jedes Pferd die gleichen Anzeichen zeigt. Bereits einige der beschriebenen Symptome können auf eine Kolik hindeuten. Im Zweifel sollte schnell ein Tierarzt hinzugezogen werden, da nur er eine verlässliche Diagnose über die Ursache stellen und entsprechende Gegenmaßnahmen ergreifen kann. Eine nicht behandelte Kolik kann innerhalb kurzer Zeit zu einem Kreislaufversagen und in der Folge zum Tod führen.

## Ursachen
Häufige Ursache für eine Pferdekolik ist ein Verschluss des Darms, wobei am häufigsten der Grimmdarm (Colon) betroffen ist. Der Verschluss kann beispielsweise von nicht ausreichend verdautem Futter herbeigeführt werden, das sich im Darm festsetzt und zu einem Stillstand des Transports des Nahrungsbreis (Darmverschluss oder Ileus) führt. Auch eine Verschlingung, Verlagerung oder Einklemmung des Darms ist möglich, bei der der Darm abgeschnürt wird. Starke Verschmutzung des Futters mit Sand oder Schlamm kann zu Durchfall oder Verstopfung führen (Sandkolik). Recht häufig treten so genannte Stresskoliken auf, wenn das Pferd größeren psychischen Belastungen ausgesetzt ist, wie etwa auf langen Transporten oder auf Reitturnieren. Dabei verkrampft die Bauchmuskulatur und stört damit die Verdauung (→ Krampfkolik).
Wetterbedingte Koliken treten meist im Frühling oder bei Wetterwechsel auf. Der Kreislauf des Pferdes verschlechtert sich, der Darm hört auf zu arbeiten.
Koliken werden begünstigt durch fehlende Bewegung des Pferdes und Parasitenbefall des Darms.

## Behandlung
Über ein krampflösendes Medikament wird versucht, den Bauchraum zu entspannen. Durch Gabe von Öl über eine Nasenschlundsonde in den Magen kann ebenfalls versucht werden, den Darm wieder gängig zu machen. Rektal kann der Tierarzt bis zu einer gewissen Tiefe in den Dickdarm fassen, dieser Vorgang dient aber nicht dazu, den Enddarm auszuräumen, sondern ist von entscheidender Bedeutung für die Diagnosestellung. Je nach Größe des Pferdes lassen sich viele andere Darmteile durch die Darmwand hindurch ertasten. Gegen die Schmerzen wird häufig ein schmerzstillendes Mittel verabreicht. Bei der wetter- bzw. kreislaufbedingten Kolik helfen kreislaufstabilisierende Medikamente wie hoch dosierter Weißdorn.
Bis zum Eintreffen des Tierarztes sollte das Pferd im Schritt bewegt werden. Ein Niederlegen des Pferdes sollte bei leichten Koliken zu Gunsten der weiteren Bewegung vermieden werden, bei schweren Koliken und dem daraus resultierenden drohenden Zusammenbruch des Kreislaufes ist es jedoch eher ratsam, dem Pferd das Ablegen zu ermöglichen, um eine weitere Belastung des Kreislaufes zu verhindern. Durch Wälzen des Pferdes kann in bestimmten Fällen versucht werden, eine Verschlingung oder Verlagerung des Darms rückgängig zu machen.
Letztes Mittel vor einer umfangreicheren Operation ist der Darmstich (perkutane Darmpunktion), wie er von Nomadenvölkern schon seit dem 6. Jahrhundert angewandt wird, mit Instrumenten wie Trokar, Kanüle und früher Aderlasspfeil mit Kanüle (siehe auch Pansenstich).
In manchen Fällen reicht die konservative (also nicht-chirurgische) Versorgung nicht aus, und es muss in einer Kolikoperation am offenen Bauch der Darm kontrolliert und wieder gängig gemacht werden. Sollte es schon zum Absterben eines Darmabschnitts gekommen sein, muss dieser Teil entfernt werden.